# Алтан (Иран)
Алтан (Олтан, Ултан, перс. اولتان‎) — село в северо-восточном Иране, в Иранском Азербайджане, на правом (южном) берегу Аракса, в 3 километрах юго-западнее Парсабада, вблизи границы с Азербайджаном, близ посёлка Миль (Орджоникидзе) и железнодорожной станции Дашбурун, в сельском округе (дехестане) Кешлак-е-Шомали в районе (бахше) Центральный в шахрестане Парсабад в провинции (остане) Ардебиль, на территории Иранского Азербайджана.
В 500 метрах западнее села находятся развалины крепости и средневекового города Варсан (у армянских авторов — Варданакерт, арм. Վարդանակերտ). В арабской транскрипции произошло смешение двух названий Варсан (Вартан) и Варачан (Баланджар). Поздние арабские авторы и современные исследователи смешивали эти два названия.
Название Варсан и производные от него встречаются в армянских, еврейских и арабских источниках при описании различных местностей на Кавказе.

## История
Крепость основана Аршакидами в парфянский период, использовалась до XII века. При археологических раскопках крепости была найдена разнообразная керамика. Находки исламских монет указывают на то, что поселение существовало после арабского завоевания. Крепость занимает площадь 320 000 квадратных метров (32 гектара). Крепость состояла из шахристана, внутреннего арка крепости и окрестностей арка, которые были заняты жилыми помещениями и мастерскими. Древний город Варсан у стен крепости занимал площадь 370 000 квадратных метров (37 гектаров). Город состоял из двух частей: военной и жилой. В настоящее время остатки крепости и города разрушаются из-за размывания берега Аракса и из-за дождей, а также из-за разработки песчаного карьера, расположенного рядом.
По легенде Александр Македонский построил в Азербайджане две крепости — Олтан-Кала и Орен-Кала, когда войско Александра, совершая поход на Восток, встретило сопротивление муганцев. Александр велел соорудить на правом берегу Аракса крепость, чтобы отрезать муганцев от реки. Развалины этой крепости местное население называет Олтан-Кала.
Оренкалинская археологическая экспедиция с участием Исаака Мамед Риза оглы Джафарзаде в 1951 году собирала устные сведения о древних оросительных системах района Орен-Кала и услыхала от старожилов села Халадж (ныне Ахмедли в Бейлаганском районе), что развалины Олтан-Кала расположены на правом берегу Аракса, напротив разрушенной головной части канала Халаджарх.
В Средние века Варсан был окраинным городом Азербайджана со стороны Аррана (с севера), по Ибн Хордадбеху «последняя область Азербайджана». Находился южнее Байлакана. По Ибн Хордадбеху из Варсана до Барды 8 сикк (почтовых станций) или 26 фарсахов, до Байлакана — 12 фарсахов.
По Ибн аль-Факиху, выполнял функцию наблюдательного пункта (манзара). Наблюдательный пункт был построен Марваном II, наместником (724—743) северных областей халифата, будущим халифом (744—750).
В конце 730 года состоялся масштабный набег хазар (300 тысяч человек, по данным аль-Куфи) на Азербайджан. Им руководил сын кагана — Барджиль. По ат-Табари и Ибн аль-Асиру хазары шли через Дарьяльское ущелье. Военачальник халифат Джаррах находился в Шеки и стал отступать через Байлакан и Варсан к Ардебилю. Варсан был взят, его жители перебиты, земли Азербайджана опустошены. 25-тысячное арабское войско было разбито в битве при Ардебиле, в которой погиб Джаррах. Ардебиль был взят хазарами. Халиф Хишам вместо Джарраха назначил Саида ибн Амр ал-Хараши, который нанёс поражение хазарам и освободил Варсан. Правителем северных областей стал Маслама ибн Абдул-Малик.